# Charles Arthur Crompton
Charles Arthur Crompton (Cork, 1848 - Pendjab, 1932) est un joueur de rugby anglais. Il est l'un des premiers joueurs internationaux anglais de rugby, ayant participé comme avant au tout premier match international de l'histoire opposant l'Angleterre à l'Écosse le 27 mars 1871.
Sa naissance irlandaise fait de lui le premier joueur né en Irlande à participer à un match international de rugby. Engagé avec les Royal Engineers, il est aussi, avec le lieutenant Charles Sherrard, le premier membre des Forces armées britanniques à représenter son équipe nationale.

## Biographie

### Jeunesse et formation
Charles Arthur Crompton naît le 21 octobre 1848 à Cork, au sud de l'Irlande.
À l'âge de 13 ans, il est pensionnaire à Congleton, en Angleterre du Nord-Ouest, puis déménage dans la région de Londres après avoir quitté l'école. Il fait son service militaire en janvier 1869 et obtient une place à la Royal School of Military Engineering (en) de Chatham (Brompton Barracks).

### Carrière sportive
Dans une époque où le sport est en pleine ébullition dans les écoles anglaises, avec l'apparition de nombreux codes du football, dont le rugby, qui évolue de façon incontrôlée dans chaque club qui le pratique, Crompton évolue au poste de forward (avant) au Blackheath FC — pourtant plutôt réservé aux anciens élèves de la Blackheath Proprietary School (en) —, l'un des principaux clubs d'Angleterre. 

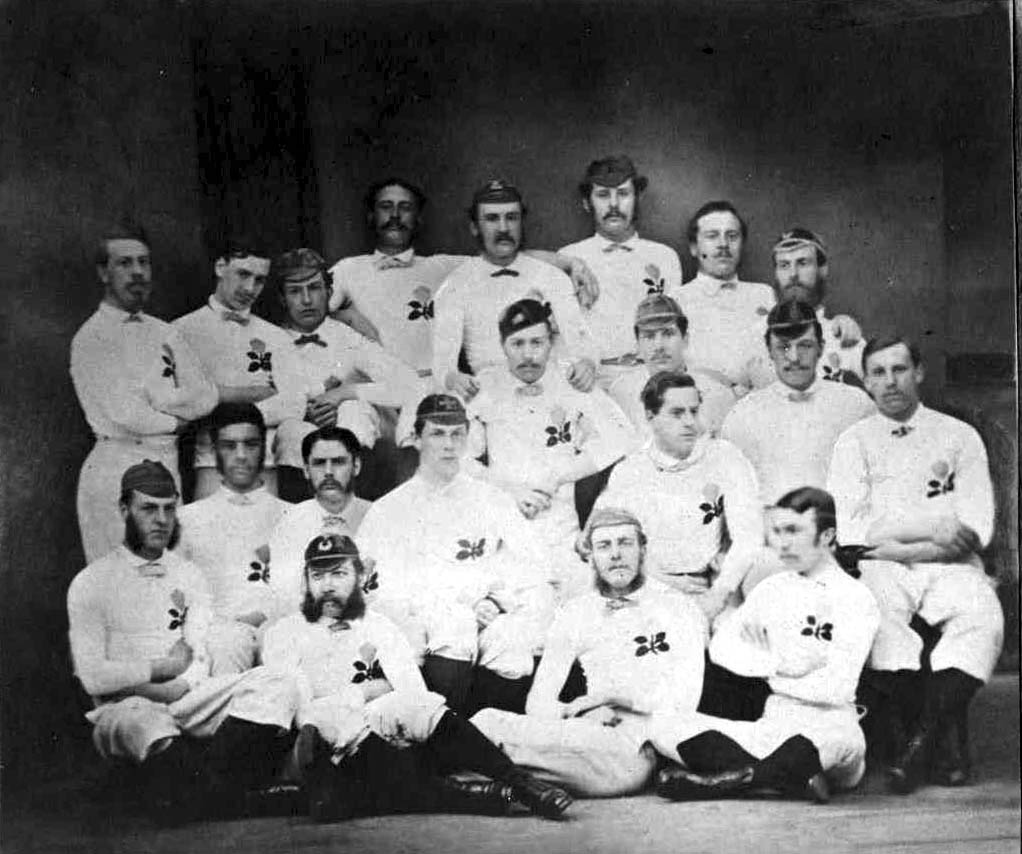
L'équipe d'Angleterre ayant disputé le premier match international de rugby de l'histoire, en 1871.

Ses bonnes performances sont remarquées et il est sélectionné pour représenter l'Angleterre lors du tout premier match international de rugby de l'histoire contre l'Écosse, ayant lieu le 27 mars 1871 à Édimbourg. L'Écosse l'emporte 1 à 0 en inscrivant 2 essais et 1 transformation contre 1 essai non transformé pour l'Angleterre (seules les transformations rapportaient des points à l'époque),. Crompton devient ainsi le premier Irlandais à jouer en équipe d'Angleterre et de façon plus globale, à un match international.
Il représente par ailleurs son club du Blackheath FC aux côtés d'illustres joueurs : Benjamin Burns, qui est le premier capitaine de club anglais à accepter le défi lancé par les Écossais à l'origine de l'organisation de ce match ; Frederick Stokes, le premier capitaine de l'équipe d'Angleterre de l'histoire ; et Charles Sherrard, qui devient, avec Crompton, le premier membre des Forces armées britanniques à représenter son équipe nationale.
Crompton n'est pas sélectionné pour le match retour de 1872, à l'instar de la majorité des joueurs du premier match. Cependant, son absence s'explique peut-être davantage par les exigences de sa profession que par ses capacités.

### Carrière militaire et mort
Le lieutenant Charles Arthur Crompton, des Royal Engineers, entre en service en janvier 1869. Alors qu'il est en service dans les Bengal Sappers and Miners (en), à Roorkee (en), en Uttarakhand, il meurt le 5 juillet 1875, à Cherat (en), une station de montagne située dans le Pendjab (actuellement au nord du Pakistan) d'un abcès du foie,. Sa tombe se trouve à Peshawar (Pakistan) et son mémorial indique « Charles Arthur Crompton. Lieutenant des Royal Engineers. Décédé à Cherat le 6 juillet 1875. Âgé de 26 ans. Fort, courageux et droit, fidèle, honorable et vrai ».